# Milford (ort i Irland)
Milford (iriska: Áth an Mhuilinn) är en ort i republiken Irland.   Den ligger i grevskapet County Cork och provinsen Munster, i den sydvästra delen av landet, 210 km sydväst om huvudstaden Dublin. Milford ligger 112 meter över havet och antalet invånare är 251.
Terrängen runt Milford är huvudsakligen platt, men västerut är den kuperad. Runt Milford är det ganska glesbefolkat, med 23 invånare per kvadratkilometer. Närmaste större samhälle är Ráth Luirc, 11,5 km öster om Milford. Trakten runt Milford består i huvudsak av gräsmarker.